# Arthur Birkett
Arthur Ernest Barrington Birkett (Exeter, Devon, 25 d'octubre de 1875 – Hammersmith, Londres, 1 d'abril de 1941) va ser jugador de criquet anglès, que va competir a cavall del segle xix i el segle xx. El 1900 va prendre part en els Jocs Olímpics de París, on guanyà la medalla d'or en la competició de criquet a XII, com a integrant de l'equip britànic.